# خدرنق أليف الصخور
خدرنق أليف الصخور (الاسم العلمي: Cheiracanthium rupicola) هو نوع من العنكبوتيات يتبع جنس الخدرنق من الفصيلة العناكب الكيسية.